# Unione Sportiva Sassuolo Calcio 1988-1989
Questa voce raccoglie le informazioni riguardanti l'Unione Sportiva Sassuolo Calcio nelle competizioni ufficiali della stagione 1988-1989.

## Rosa
| N. |                   | Ruolo | Calciatore          |
| -- | ----------------- | ----- | ------------------- |
|    | Italia (bandiera) | D     | Salvatore Aloise    |
|    | Italia (bandiera) |       | Benassi             |
|    | Italia (bandiera) | P     | Luigi Bertolini     |
|    | Italia (bandiera) | D     | Luciano Briga       |
|    | Italia (bandiera) | A     | Gianfranco Campioli |
|    | Italia (bandiera) | A     | Sergio D'Agostino   |
|    | Italia (bandiera) | D     | Domenico Di Gesú    |
|    | Italia (bandiera) | C     | Mauro Lagrasta      |
|    | Italia (bandiera) | C     | Walter Liset        |
|    | Italia (bandiera) | C     | Alberto Maresi      |
|    | Italia (bandiera) | D     | Wainer Meglioli     |

| N. |                   | Ruolo | Calciatore         |
| -- | ----------------- | ----- | ------------------ |
|    | Italia (bandiera) | A     | Marco Paganelli    |
|    | Italia (bandiera) | A     | Stefano Paraluppi  |
|    | Italia (bandiera) | C     | Francesco Residori |
|    | Italia (bandiera) | C     | Mauro Roberto      |
|    | Italia (bandiera) | D     | Riccardo Rocchini  |
|    | Italia (bandiera) | C     | Marco Schenardi    |
|    | Italia (bandiera) | P     | Marco Silvestri    |
|    | Italia (bandiera) | A     | Mario Tavaglione   |
|    | Italia (bandiera) | C     | Massimo Vacondio   |
|    | Italia (bandiera) | C     | Fulvio Zuccheri    |

## Risultati

### Campionato

#### Girone di andata
| 11 settembre 1988 1ª giornata | Pro Sesto | 1 – 1 | Sassuolo |  |

| 18 settembre 1988 2ª giornata | Sassuolo | 1 – 0 | Novara |  |

| 23 settembre 1988 3ª giornata | Carpi | 0 – 0 | Sassuolo |  |

| 2 ottobre 1988 4ª giornata | Sassuolo | 1 – 0 | Varese |  |

| 9 ottobre 1988 5ª giornata | Sassuolo | 2 – 1 | Forlì |  |

| 16 ottobre 1988 6ª giornata | Suzzara | 0 – 1 | Sassuolo |  |

| 23 ottobre 1988 7ª giornata | Sassuolo | 3 – 0 | Legnano |  |

| 30 ottobre 1988 8ª giornata | Telgate | 2 – 0 | Sassuolo |  |

| 6 novembre 1988 9ª giornata | Sassuolo | 3 – 2 | Ospitaletto |  |

| 13 novembre 1988 10ª giornata | Juventus Domo | 0 – 0 | Sassuolo |  |

| 20 novembre 1988 11ª giornata | Sassuolo | 2 – 0 | Giorgione |  |

| 27 novembre 1988 12ª giornata | Pergocrema | 2 – 1 | Sassuolo |  |

| 4 dicembre 1988 13ª giornata | Treviso | 0 – 0 | Sassuolo |  |

| 11 dicembre 1988 14ª giornata | Sassuolo | 1 – 1 | Pordenone |  |

| 18 dicembre 1988 15ª giornata | Ravenna | 0 – 0 | Sassuolo |  |

| 1º gennaio 1989 16ª giornata | Sassuolo | 2 – 0 | Chievo |  |

| 8 gennaio 1989 17ª giornata | Orceana | 0 – 1 | Sassuolo |  |

#### Girone di ritorno
| 15 gennaio 1989 18ª giornata | Sassuolo | 0 – 0 | Pro Sesto |  |

| 22 gennaio 1989 19ª giornata | Novara | 2 – 0 | Sassuolo |  |

| 5 febbraio 1989 20ª giornata | Sassuolo | 1 – 2 | Carpi |  |

| 12 febbraio 1989 21ª giornata | Varese | 3 – 1 | Sassuolo |  |

| 19 febbraio 1989 22ª giornata | Forlì | 0 – 0 | Sassuolo |  |

| 5 marzo 1989 23ª giornata | Sassuolo | 2 – 0 | Suzzara |  |

| 12 marzo 1989 24ª giornata | Legnano | 2 – 0 | Sassuolo |  |

| 19 marzo 1989 25ª giornata | Sassuolo | 1 – 1 | Telgate |  |

| 25 marzo 1989 26ª giornata | Ospitaletto | 1 – 5 | Sassuolo |  |

| 9 aprile 1989 27ª giornata | Sassuolo | 0 – 1 | Juventus Domo |  |

| 16 aprile 1989 28ª giornata | Giorgione | 2 – 3 | Sassuolo |  |

| 23 aprile 1989 29ª giornata | Sassuolo | 1 – 0 | Pergocrema |  |

| 30 aprile 1989 30ª giornata | Sassuolo | 1 – 1 | Treviso |  |

| 4 maggio 1989 31ª giornata | Pordenone | 1 – 0 | Sassuolo |  |

| 21 maggio 1989 32ª giornata | Sassuolo | 3 – 1 | Ravenna |  |

| 28 maggio 1989 33ª giornata | Chievo | 4 – 2 | Sassuolo |  |

| 4 giugno 1989 34ª giornata | Sassuolo | 1 – 1 | Orceana |  |